# Lago di Bala

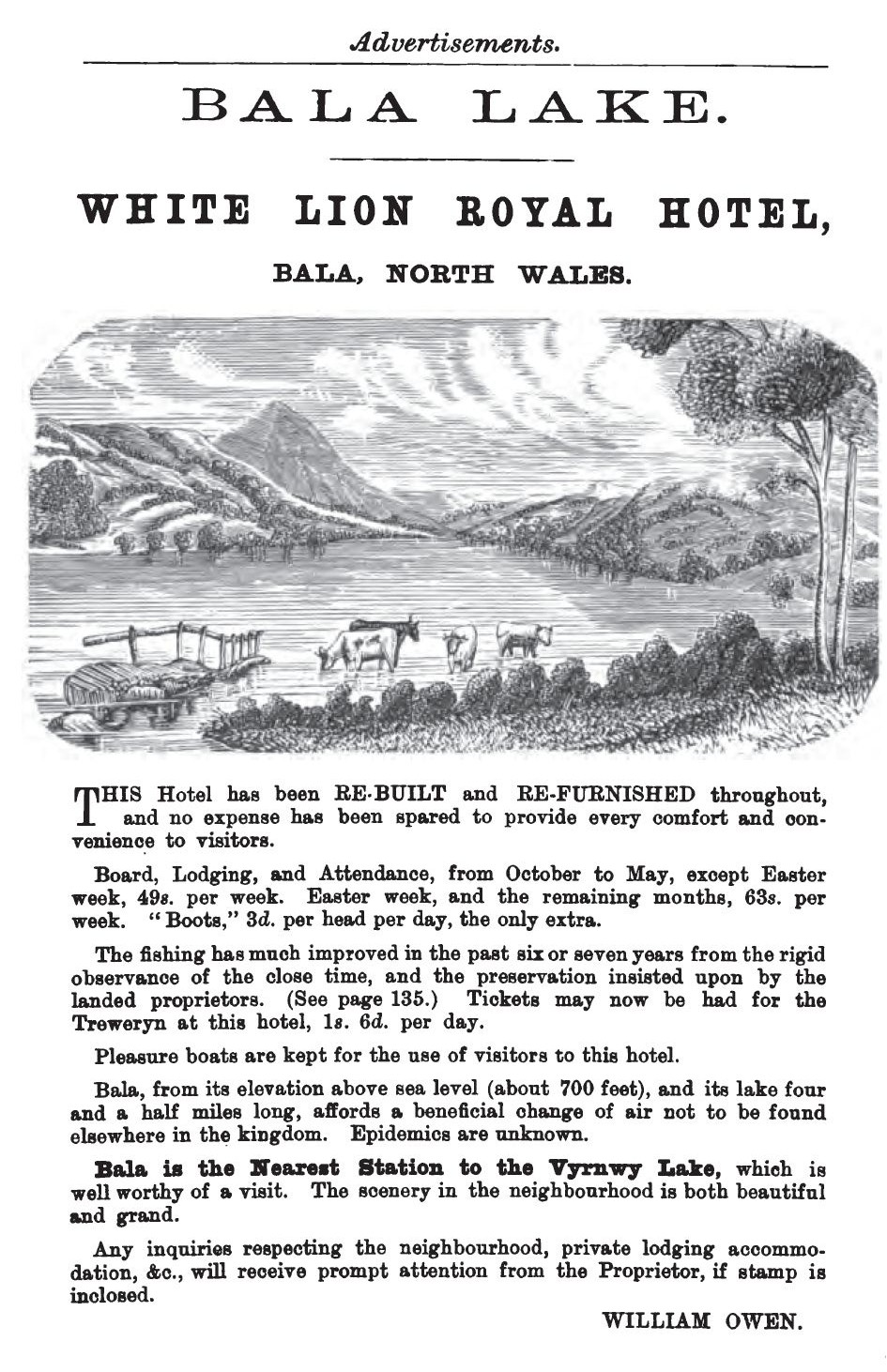
Pubblicità di un hotel sul lago di Bala risalente al 1893

Il lago di Tegid (ufficialmente e in gallese: Llyn Tegid, a volte in inglese: Bala Lake,) è, con i suoi 4,84 km² di superficie, il più grande lago naturale del Galles . Si trova nel nord-est del Paese e, più precisamente, nella contea di Gwynedd e all'interno del parco nazionale di Snowdonia, a sud della cittadina di Bala, da cui prende il nome.
Suo immissario ed emissario è il fiume Dee.

## Etimologia
Il nome in gallese Llyn Tegid significa letteralmente "lago della serenità".

## Geografia

### Collocazione
Il lago si trova lungo il margine nord-orientale del parco nazionale di Snowdonia.

### Località
Le località situate lungo le sponde del lago sono:
- Bala
- Llanuwchllyn (villaggio il cui nome significa "località sul lago"[1])

### Dimensioni
Il Lago di Bala e lungo 4 miglia, largo circa 1 miglio ed ha una profondità massima di 40-45 metri..

## Geologia
Si tratta di un lago di origine glaciale. Si formò durante l'ultima era glaciale, quando la valle del fiume Dee fu ostruita dai detriti dei ghiacciai.

## Flora e fauna

### Fauna
Il lago di Bala costituisce un'area faunistica protetta. Tra le specie che vivono nelle sue acque figurano il luccio, il pesce persico, la trota, l'anguilla, ecc. È inoltre l'unico lago in cui vive una rara specie di pesce bianco della famiglia dei salmonidi chiamato gwyniad (Coregonus pennantii).

## Leggende
Secondo una leggenda, sul lago sorgeva il palazzo del principe Tegid, marito di Ceridwen, la madre di Taliesin (534-599 circa), il primo poeta in lingua gallese.

Si racconta che il palazzo crollò e sprofondò nel lago durante un banchetto e che l'unico a salvarsi fu l'arpista che intratteneva i commensali, avvertito in tempo da un uccellino.
Sui resti del palazzo dimorerebbe inoltre un mostro chiamato "Teggie".

## Trasporti

### LaBala Lake Railway
Lungo la costa sud-orientale del lago scorre la Bala Lake Railway, una ferrovia a scartamento ridotto lunga 4,5 chilometri, aperta per i turisti nel 1971: è quanto rimane della ferrovia, aperta nel 1868 che collegava Bala a Dolgellau, dopo la chiusura, avvenuta nel 1965, della linea Ruabon - Barmouth.
|  |